# Кузнецова, Марина Михайловна
Мари́на Миха́йловна Кузнецо́ва (18 января 1925 — 16 февраля 1996, Москва) — советская и российская актриса театра и кино, заслуженная артистка РСФСР (08.03.1960).

## Биография
Марина Кузнецова в 1949 году окончила Студию при Камерном театре; дебютировала на сцене возглавляемого Александром Таировым театра в 1948 году. В мае 1949-го Камерный театр был закрыт : в 1950 году в его здании был создан Театр им. А.С. Пушкина,  руководимый Василием Ваниным, и Кузнецова была принята в труппу нового театра, где дебютировала в 1951 году в роли Лидочки в «Свадьбе Кречинского». Красота, обаяние и женственность надолго закрепили за актрисой амплуа «героини». С Театром имени Пушкина была связана вся дальнейшая карьера Кузнецовой. 
В кино Марина Кузнецова дебютировала в 1952 году в небольшой роли крестьянки в фильме Григория Александрова «Композитор Глинка». Сыграв ряд заметных ролей в середине 50-х годов, в дальнейшем в кино снималась редко, оставаясь преимущественно театральной актрисой; но некоторые спектакли с её участием: «Свадьба Кречинского» (1953), «На бойком месте» (1955), «Тревожное счастье»  (1966), «Обломов» (1972) –  были сняты на киноплёнку.
Марина Кузнецова умерла 16 февраля 1996 года и была похоронена на Новодевичьем кладбище рядом с мужем – актёром Григорием Абрикосовым (1932—1993).

## Творчество

### Театральные работы

#### Московский драматический театр имени А. С. Пушкина
- 1951 – «Свадьба Кречинского» А. Сухово-Кобылина; постановка В. Ванина (премьера — 9 марта 1951) — Лидочка
- 1952 – «На бойком месте» А.  Островского; постановка О. Викландт (премьера — 21 октября 1952) — Аннушка
- 1953 – «Тени» М. Салтыкова-Щедрина: постановка А. Дикого — Софья
- 1955 – «Мария Тюдор» В. Гюго; постановка И.М. Туманова — Джен
- 1956 – «Белый лотос» В. Винникова и Ю.А. Осноса; постановка И.М. Туманова — Васантасена
- 1957 – «Игрок» по роману Ф. Достоевского; постановка Н. Петрова — мадемуазель Бланш
- 1960 – «Доброй ночи, Патриция!» А. де Бенедетти; постановка Н. Петрова — Патриция
- 1962 – «Дневник женщины» К.Я. Финна; постановка Н. Петрова — Мария Васильевна
- 1964 – «Тревожное счастье» Ю. Принцева; постановка Н. Петрова — Глафира Онуфриевна Золотая
- 1965 – «Парусиновый портфель» М. Зощенко; постановка О. Ремеза — Зоя
- 1967 – «Доктор Вера» по повести Б. Полевого; постановка О. Ремеза — Ланская
- 1969 – «Обломов» по роману И. Гончарова; постановка О. Ремеза — Агафmя Андреевна Пшеницына
- 1971 – «Драматическая песня» по роману Н. Островского «Как закалялась сталь»; постановка Б. Равенских — Баба
- 1975 – «Недоросль» Д. Фонвизина; постановка О. Ремеза — Простакова
- 1976 – «Мораль пани Дульской» Г. Запольской; постановка Л. Танюка — Тадрахова[1].

### Фильмография
- 1952 — Композитор Глинка — крестьянка
- 1953 — Застава в горах — Вера Александровна Лунина
- 1954 — Шведская спичка — Ольга Петровна
- 1955- На бойком месте-Аннушка
- 1955 — Михайло Ломоносов — Степанида Ивановна, жена Крашенинникова
- 1956 — Призвание — Ирина Львовна Добрынина
- 1965 — Первый посетитель — баба